# Línea 80 (Córdoba)
La Línea 80, es una línea de transporte urbano de pasajeros de la ciudad de Córdoba, Argentina. El servicio está actualmente operado por la empresa TAMSE.
La línea 80 fue inaugurado el 1 de marzo de 2014 por la implementación del nuevo sistema de transporte público y operada por la ERSA Urbano, hasta el 30 de septiembre de 2021 la Municipalidad de la ciudad le quitó a Ersa los corredores 3 y 8 y pasan a manos de T.A.M.S.E. y Coniferal en donde actualmente opera.

## Recorrido
Desde barrio Coronel Olmedo a barrio Cerro de Las Rosas.
 Servicio diurno.
Ida:  Av. 11 de Septiembre – Av. Muñecas – Carlos Forest – Hermanos Warnes – Ángel Salvadores – Av. Orellana (El Quebracho) – Av. 11 de Septiembre – Ingresa en canchas Sportino (Pública A) B° Cárcano de Horizonte – Rotonda del Escudo Provincial – Del Escudo Provincial – Calle Pública – De las Exposiciones – Jerónimo Helguera – De Las Leyes Agrarias – Rotonda Cárcano – De las Leyes Agrarias – Av. 11 de Septiembre – Cruza Av. Circunvalación – Av. 11 de Septiembre – Malagueño – Av. Pilar –Tandil – Morón – Malagueño – Av. Revolución De Mayo – Av. Madrid – Dr. Ricardo Luti – Av. Revolución de Mayo – Bajada Pucará – Av. Sabattini – Bv. Illia – Bv. San Juan – Mariano Moreno – Rodríguez Peña – Av. Colón – Cnel. Pedro Zanni – Octavio Pinto – Manuel Quintana – Mariano Larra – Av. Sagrada Familia – Av. Menéndez Pidal – José Roque Funes – Tristán Malbrán – Gral. José D. Gigena – Fernando Fader hasta Gregorio y Gavier.
Regreso:  Gregorio y Gavier – Tristán Malbrán – José Roque Funes – Av. Menéndez Pidal – Pastor Arturo Giménez – José Barros Pazos – Av. Sagrada Familia –Av. Octavio Pinto – Monseñor Miguel de Andrea – Av. Colón – Av. Emilio Olmos – Salta – Obispo Salguero – Bv.Illia – Av. Sabattini – Av. Revolución de Mayo – Huascha – Av. Baradero – Morón – Tapalqué – Av. Pilar – Malagueño – Av. 11 de Septiembre – Cruza Av. Circunvalación – Av. 11 de Septiembre – De Las Leyes Agrarias – Rda. Cárcano – P. Murguiondo – De las Exposiciones – Calle Pública – Del Escudo Provincial – Rda. Del Escudo Provincial – Pública A – Av. 11 de Septiembre – Av. Orellana (El Quebracho) – Ángel Salvadores – Av. Muñecas – Av. 11 de Septiembre hasta Punta de Línea.

### Línea 80 IPEF  De B° Coronel Olmedo a IPEF
Ida:  Av. 11 de Septiembre – Av. Muñecas – Carlos Forest – Hermanos Wagner – Ángel Salvadores – Av. Orellana (El Quebracho) – Av. 11 de Septiembre – Ingresa en canchas Sportino (Pública A) B° Cárcano de Horizonte – Rda. del Escudo Provincial – Del Escudo Provincial – Calle Pública – De las Exposiciones – Jerónimo Helguera – De Las Leyes Agrarias – Rda. Cárcano – De las Leyes Agrarias – Av. 11 de Septiembre – Cruza Av. Circunvalación – Av. 11 de Septiembre – Malagueño – Av. Pilar –Tandil – Morón – Malagueño – Av. Revolución De Mayo – Av. Madrid – Dr. Ricardo Luti – Av. Revolución de Mayo – Bajada Pucará – Av. Sabattini – Bv. Illia – Bv. San Juan – Mariano Moreno – Rodríguez Peña – Av. Colón – Cnel. Pedro Zanni – Octavio Pinto – Manuel Quintana – Mariano Larra – Av. Sagrada Familia – Av. Menéndez Pidal – José Roque Funes – Juan C. Lafinur – Manuel Pruneda – Puente 15 – Av. Costanera Norte – Rda. Pque. Del Kempes – Av. Intendente Mestre Norte – Rda. Colectora – Rda. Inferior de Av. Circunvalación Agustín Tosco hasta Pasarela Estadio Kempes.
Regreso:  Desde Pasarela de Rda. Inferior Av. Circunvalación Agustín Tosco – Rda. de Colectora – Av. Intendente Mestre Norte – Rda. Pque. Del Kempes – Av. Costanera Norte – Carlos Tagle – Mariano Mansilla – Juan C. Lafinur – José Roque Funes – Av. Menéndez Pidal – Pastor Arturo Giménez – José Barros Pazos – Av. Sagrada Familia –Av. Octavio Pinto – Monseñor Miguel de Andrea – Av. Colón – Av. Emilio Olmos – Salta – Obispo Salguero – Bv. Illia – Av. Sabattini – Av. Revolución de Mayo – Huascha – Av. Baradero – Morón – Tapalqué – Av. Pilar – Malagueño – Av. 11 de Septiembre – Cruza Av. Circunvalación – Av. 11 de Septiembre – De Las Leyes Agrarias – Rda. Cárcano – P. Murguiondo – De las Exposiciones – Calle Pública – Del Escudo Provincial – Rda. Del Escudo Provincial – Pública A – Av. 11 de Septiembre – Av. Orellana (El Quebracho) – Ángel Salvadores – Av. Muñecas – Av. 11 de Septiembre hasta Punta de línea.